# 비크람 (영화)
비크람  은 라트나  쿠마르  와 함께 대본을 공동 집필한 로케시 카나가라즈  가 감독한 2022년 인도 타밀어 액션 스릴러 영화이다. Fahadh Faasil 및 Vijay Sethupathi 와 함께 Narain, Kalidas Jayaram 및 Chemban Vinod Jose 와 함께 타이틀 역할을 맡은 Kamal Haasan 이 제작했다. 1986년 영화 Vikram 의 정신적 후계 작으로 Kaithi (2019)에 이어 Lokesh Cinematic Universe 의 두 번째 작품이다.
Kanagaraj는 2019년 말 제안된 대본을 위해 Haasan의 Raaj Kamal Films International 과 계약했으며 Rajinikanth 가 주연을 맡을 계획이었다. 그러나 COVID-19 전염병으로 인해 지연되었다. Kanagaraj는 2020년 9월에 Haasan이 프로듀서이자 주연을 맡은 또 다른 프로젝트를 발표했다. 제목 Vikram 은 11월에 발표되었으며 광범위한 사전 제작 작업이 2021년 초까지 계속되었다. 주요 촬영 은 2021년 7월에 시작되어 2022년 2월에 끝났으며 Karaikudi, Chennai, Pondicherry 및 Coimbatore를 포함한 타밀 나두 전역에서 촬영이 진행되었다. Vikram 의 사운드트랙 과 악보는 Anirudh Ravichander 가 작곡했으며 촬영은 Girish Gangadharan 이, 편집은 Philomin Raj 가 담당했다.
Vikram 은 2022년 6월 3일 극장 개봉되었다. 영화는 중요한 성공을 거두었다. 4억 1700만 ~ 5억 달러(미화 5200만 ~ 6300만 달러) 이상의 수익을 올린 이 영화는 여러 기록을 경신하여 2022년 두 번째로 높은 수익을 올린 타밀 영화이자 역대 5번째로 높은 수익을 올린 타밀 영화가 되었다.